# アニー・イン・ザ・ターミナル
『アニー・イン・ザ・ターミナル』（Terminal）は、2018年のアイルランド・アメリカ合衆国・イギリス・ハンガリー・香港合作のスリラー映画。ヴォーン・スタイン監督の長編デビュー作で、主演はマーゴット・ロビーが務めた。

## ストーリー
ロンドン市内のとある一画。そこには陰鬱な雰囲気が漂っており、その雰囲気に相応しい人々―殺し屋、余命宣告を受けた教師、挙動不審な駅員、素性不明のウェイトレス―が集っていた。やがて、彼らは凄惨な事件に巻き込まれるが、それはある人物が仕組んだ復讐劇の幕開けであった。

## キャスト
※括弧内は日本語吹替
- アニー / ボニー - マーゴット・ロビー（恒松あゆみ）
- ビル - サイモン・ペグ（根本泰彦）
- ヴィンス - デクスター・フレッチャー（さかき孝輔）
- クリントン / ミスター・フランクリン - マイク・マイヤーズ（板取政明）
- アルフレッド - マックス・アイアンズ（寸石和弘）
- クロエ・メリーウェザー - カタリーナ・キャス（英語版）
- イリング - ニック・モラン（板野正輝）
- コネーホ - ジョーダン・ダン（英語版）
- レニー - マシュー・ルイス（板野正輝）
- レイモンド - トーマス・ターグーズ（英語版）
- ダニー - ジェイ・シンプソン（英語版）
- トビー - ベン・グリフィン
- 牧師 - ロバート・グッドマン（英語版）
- 医者 - ポール・レイノルズ（英語版）

## 製作
2016年2月12日、ヴォーン・スタイン監督の新作スリラー映画にマーゴット・ロビーが出演することになったと報じられた。5月24日、サイモン・ペグ、デクスター・フレッチャー、マックス・アイアンズ、マイク・マイヤーズがキャスト入りした。
2016年5月、本作の主要撮影はハンガリーのブダペストで始まり、27日間にわたって撮影が行われた。

## 公開
2016年9月9日、第41回トロント国際映画祭の会場で、本作の劇中写真が初めて公開された。15日、アイコン・フィルムが本作の全英配給権及び全愛配給権を購入したと報じられた。
2018年1月24日、RLJEフィルムズが本作の全米配給権を獲得したとの報道があった。2月18日、アロー・フィルムズが本作の全英・全愛配給権をアイコン・フィルムから買い取ったと報じられた。3月21日、本作のティーザー・トレイラーが公開された。29日、本作のオフィシャル・トレイラーが公開された。6月26日、本作はエディンバラ国際映画祭で上映された。

## 評価
本作は批評家から酷評されている。映画批評集積サイトのRotten Tomatoesには60件のレビューがあり、批評家支持率は20%、平均点は10点満点で4.2点となっている。サイト側による批評家の見解の要約は「マーゴット・ロビー出演作を全て鑑賞しなければ気が済まない人にとってのみ鑑賞する価値がある。『アニー・イン・ザ・ターミナル』は実に陳腐な出来映えであり、医学用語におけるTerminal（末期の）という表現が適切なレベルにまで堕している。」となっている。また、Metacriticには20件のレビューがあり、加重平均値は27/100となっている。